# Frederik Riedel Lentz
Frederik Riedel Lentz (født 25. oktober 2001 i København) er en dansk elitesportsudøver, der deltog ved EM i svømning i Rom i 2022.
Han gjorde sig bemærket ved Dansk Mesterskab (DM) i Vejle i 2022 på kortbane, ved at slå dansk rekord på 100 meter fri. Lentz svømmede denne disciplin med en tid på 47.09 sekunder, som er 0,28 sekunder hurtigere end den forrige rekord fra 2019.
Lentz' præstation ved DM 2022 inkluderede også bemærkelsesværdige splittider. Han nåede de første 50 meter på blot 22.49 sekunder, og han formåede at afslutte de resterende 50 meter på 24.60 sekunder.
I 2021 kvalificerede Frederik Lentz sig til semifinalen på 50 fri, ved EM på kortbane, hvilket markerede hans præstation på internationalt niveau.
Han repræsenterede Danmark i 50 m fri ved EM i svømning i 2024 i Beograd, sammen med sin holdkammerat Robert Falborg Pedersen. Han blev nummer 34 i indledende heats og kvalificerede sig derfor ikke til semifinalen.